# Haïné Coulibaly
Pour les articles homonymes, voir Coulibaly.
Haïné Coulibaly est une femme politique malienne, membre de l'Alliance démocratique pour la paix-Maliba (ADP-Maliba).
Elle devient députée à l'Assemblée nationale après avoir été élue lors des élections législatives maliennes de 2020 à Kayes. L'Assemblée nationale est dissoute le 19 août 2020 après un coup d'État.